# Pseudendestes robertsi
Pseudendestes robertsi es una especie de coleóptero de la familia Zopheridae.

## Distribución geográfica
Habita en Papúa Nueva Guinea.